# Mary Carlisle

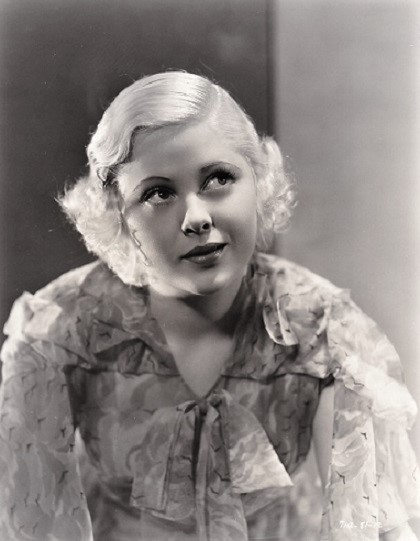
Mary Carlisle (1933)

Mary Carlisle (* 3. Februar 1914 als Gwendolyn Witter in Boston, Massachusetts; † 1. August 2018 in Los Angeles, Kalifornien) war eine US-amerikanische Schauspielerin und Sängerin, die vor allem durch ihre Rollen in Musikfilmen mit Bing Crosby und in sogenannten B-Movies bekannt wurde. Im Laufe ihrer von 1930 bis 1943 andauernden Karriere arbeitete Carlisle mit Regisseuren wie Cecil B. DeMille, Sam Wood oder George Stevens zusammen.

## Leben und Karriere

### Kindheit und Jugend
Mary Carlisle wurde unter dem Namen Gwendolyn Witter als einziges Kind von Leona und Arthur Witter in Boston geboren. Sie wuchs im Bostoner Stadtteil Back Bay auf und besuchte dort eine Klosterschule. Nach dem Tod ihres Vaters zog Carlisle im Alter von vier Jahren mit ihrer Mutter nach Hollywood. Durch Beziehungen ihres Onkels Robert Carlisle, der als Filmproduzent tätig war, wurde sie bei einem Casting für Chormädchen bei Metro-Goldwyn-Mayer entdeckt. 1923 erhielt Carlisle eine kleine, nicht im Abspann genannte Statistenrolle in Lang lebe der König an der Seite von Jackie Coogan. Nach diesem Film unterbrach sie ihre Filmkarriere zugunsten der Schule. Ihren späteren Künstlernamen Mary Carlisle wählte die Schauspielerin in Anlehnung an ihre Großmutter mütterlicherseits, Mary Ella Carlisle.
Im Alter von 14 Jahren wurde Carlisle von dem Filmproduzenten Carl Laemmle junior entdeckt, dessen Vater Gründer des Filmstudios Universal Pictures war. Obwohl sie die anschließenden Probeaufnahmen bestand, durfte sie weitere zwei Jahre lang nicht in Filmen mitspielen, da sie noch minderjährig war und erst ihren Schulabschluss absolvieren sollte.

### Filmkarriere

#### Erste Filmauftritte
1930 erhielt Mary Carlisle ihre erste kleine Filmrolle seit Lang lebe der König sieben Jahre zuvor als Tänzerin in der von Metro-Goldwyn-Mayer unter der Leitung von Sam Wood produzierten Liebeskomödie The Girl Said No. Im selben Jahr war sie als Statistin in einer Partyszene von Montana Moon zu sehen, in dem Joan Crawford die Hauptrolle spielte. Ebenfalls 1930 übernahm Carlisle die kleine Rolle der Little Bo Peep in Cecil B. DeMilles Madam Satan. Dies war ihr erster Film für Universal Pictures, die sie bereits Jahre zuvor unter Vertrag nehmen wollten. Carlisles nächster Film war noch im selben Jahr Passion Flower, der von DeMilles älterem Bruder William produziert wurde. Sie blieb jedoch weiterhin vorwiegend als Statistin tätig. Eine Ausnahme bildete der ebenfalls 1930 produzierte Kurzfilm The Devil’s Cabaret, in dem sie die Nebenrolle der Impy übernahm.
1931 war Carlisle als um ein Autogramm bittender Fan im Musikfilm The Great Lover zu sehen, in dem Adolphe Menjou und Irene Dunne die Hauptrollen spielten. Es war ihr einziger Filmauftritt in diesem Jahr.

#### Durchbruch als Filmschauspielerin
1932 übernahm Mary Carlisle weitere Nebenrollen: als Cassandra Phelps in der Komödie This Reckless Age sowie als Alicia im Kriminalfilm Hotel Continental. Ihren Durchbruch hatte sie im selben Jahr mit der starbesetzten Produktion Menschen im Hotel, in dem sie die Nebenrolle der Mrs. Hoffman übernahm. Obwohl Carlisle nicht im Abspann genannt wurde, verhalf ihr der Film zu größerer Bekanntheit. Noch im selben Jahr wurde sie zusammen mit 13 anderen jungen Schauspielerinnen (darunter auch spätere Filmstars wie Ginger Rogers und Gloria Stuart) zum „WAMPAS Baby Star“ gewählt.
Es folgten einige größere Neben- sowie Hauptrollen, zumeist in sogenannten Low-Budget-Produktionen. Ihre Rolle als Partygast im Filmdrama Liebesleid mit Norma Shearer blieb im Abspann ungenannt. Weitere Bekanntheit erlangte Carlisle 1933 in der weiblichen Hauptrolle als Filmpartnerin von Bing Crosby in der Musikkomödie College Humor. 1933 spielte sie zusammen mit Lionel Barrymore in der Komödie Should Ladies Behave. Beide Darsteller hatten bereits zuvor in Menschen im Hotel vor der Kamera gestanden. Eine erneute Zusammenarbeit mit Barrymore entstand 1934 beim Filmdrama This Side of Heaven.
Ebenfalls 1934 war Carlisle an der Seite von Ralph Bellamy und Fay Wray in Once to Every Woman zu sehen. Es folgten noch im selben Jahr Hauptrollen in Murder in the Private Car, den Komödien Handy Andy und Girl o’ My Dreams, dem Drama Million Dollar Ransom sowie in George Stevens’ Musikkomödie Kentucky Kernels, in der Carlisle auch als Sängerin auftrat.

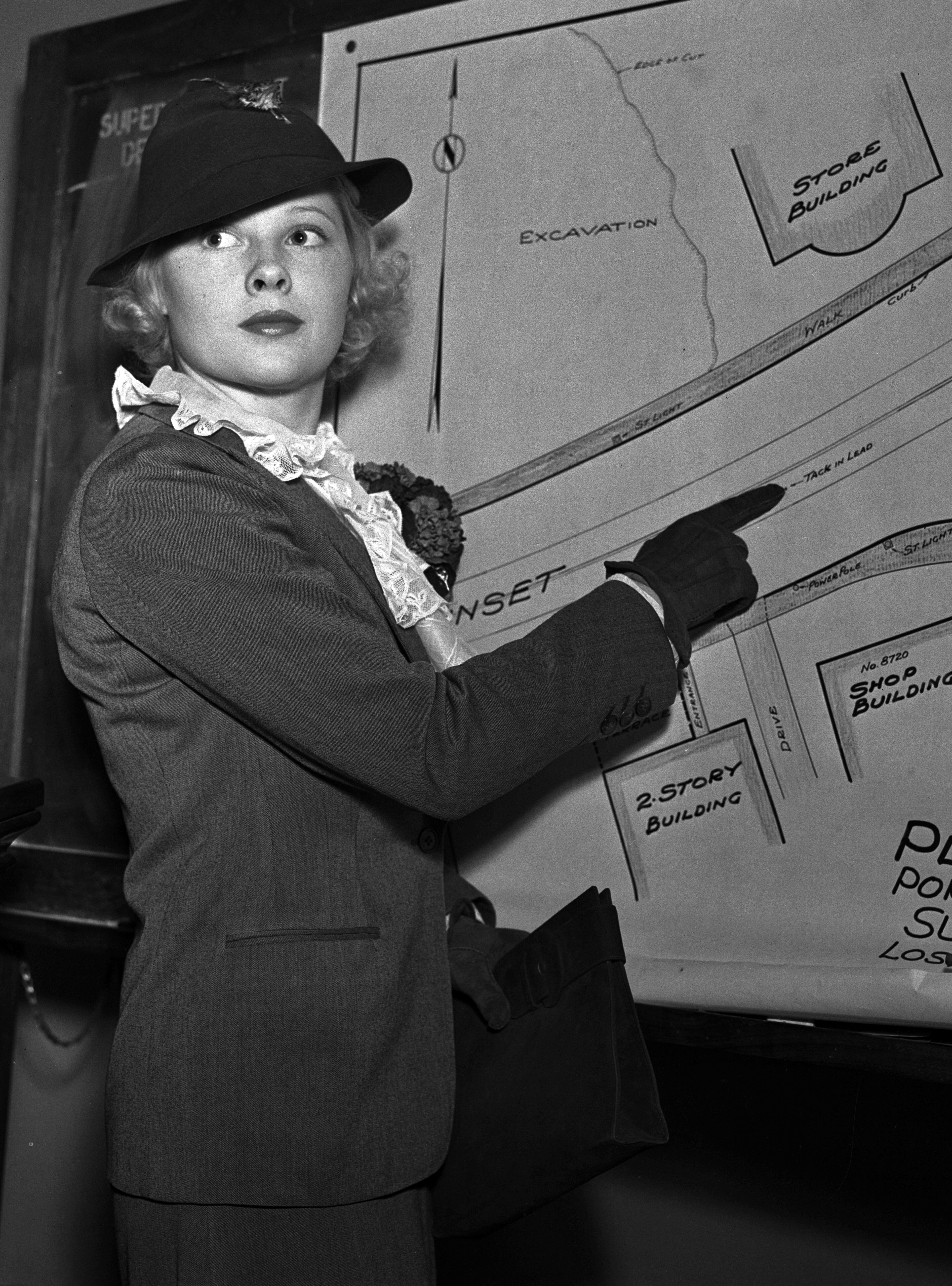
Mary Carlisle (1935)

Ein weiterer Höhepunkt in Carlisles Karriere wurde der in Farbe gedrehte Kurzfilm La Fiesta de Santa Barbara von 1935, in dem sie sich wie alle Darsteller im Film selbst spielte. La Fiesta de Santa Barbara wurde 1936 für einen Oscar nominiert. Zu den Darstellern gehören einige der größten Filmstars der damaligen Zeit, darunter Warner Baxter, Ida Lupino, die Marx Brothers, Buster Keaton, Gary Cooper sowie die spätere Filmikone Judy Garland.
1935 übernahm Carlisle die Rolle der Grace Gridley an der Seite von Jack Benny in der Komödie It’s in the Air. Im selben Jahr war sie als Phyllis im Drama Kind Lady zu sehen, in dem auch Basil Rathbone mitwirkte. 1937 folgte eine zweite Zusammenarbeit mit Bing Crosby in der Musikkomödie Doppelt oder Nichts. Eine dritte Zusammenarbeit entstand 1938 mit Dr. Rhythm, in dem Carlisle erneut die weibliche Hauptrolle als Filmpartnerin Crosbys spielte.
1938 war Mary Carlisle zweimalige Filmpartnerin von Lloyd Nolan in den Kriminalfilmen Tip-Off Girls und Hunted Men. Beide Filme entstanden unter der Leitung von Louis King, der mit Carlisle in der Hauptrolle zudem den Kriminalfilm Illegal Traffic drehte. 1939 spielte Carlisle an der Seite von Gene Autry die weibliche Hauptrolle in Rovin’ Tumbleweeds, ihrem einzigen Western.

#### Letzte Filme und Karriereende
Nachdem sie in den Jahren zuvor regelmäßig in neuen Filmrollen zu sehen war, ließ Mary Carlisles Karriere ab 1940 langsam nach. Ihre wohl bekannteste Rolle dieser späteren Jahre ist die der Sally im Musikfilm Dance, Girl, Dance von 1940, in dem sie an der Seite von Maureen O’Hara und Lucille Ball zu sehen war. Weitere Hauptrollen spielte sie 1942 in der Krimikomödie Baby Face Morgan sowie 1943 im Horrorfilm Dead Men Walk mit Dwight Frye in seinem letzten Filmauftritt.
Kurz vor den Dreharbeiten zu Dead Men Walk heiratete Carlisle den Schauspieler James Edward Blakeley, der später Produzent bei 20th Century Fox wurde. Im selben Jahr beendete sie ihre Schauspielkarriere. Carlisle wirkte in ihrer Laufbahn bei insgesamt 64 Filmen mit.

### Spätere Jahre
1949 wurde Mary Carlisle Managerin des Kosmetiksalons Elizabeth Arden Salon in Beverly Hills, den sie bis 1972 leitete. Am 8. Februar 1960 erhielt sie für ihre Leistungen einen Stern auf dem Hollywood Walk of Fame in Los Angeles, der am selben Tag mit dem offiziellen Spatenstich eröffnet wurde.
In ihren späteren Lebensjahren war Carlisle mehrfach Interviewpartnerin für Bücher und Dokumentarfilme über das „Goldene Zeitalter“ Hollywoods und dessen Akteure. So gab sie im November 1993 ein in späterer Fachliteratur zitiertes Interview über den Verleger und Medienmogul William Randolph Hearst, den Carlisle beruflich kannte. 2012 beteiligte sie sich an der Produktion des Kurzfilms Curse of the Sunset Starlet mit Sally Kirkland als Hauptdarstellerin, der eine Hommage an das „alte“ Hollywood darstellt. Carlisle stellte hierfür im Film gezeigtes Fotomaterial alter Filmstars zur Verfügung, das sie und ihr Mann James Blakely Estate gesammelt hatten.
James Edward Blakely starb 2007 im Alter von 96 Jahren. Das Paar hatte ein gemeinsames Kind. Mary Carlisle verbrachte ihre letzten Lebensjahre im Motion Picture & Television Country House and Hospital, einem Seniorenzentrum für Filmschaffende in Los Angeles, wo sie am 1. August 2018 im Alter von 104 Jahren starb. Sie wurde wie ihr Ehemann auf dem Westwood Village Memorial Park Cemetery in Los Angeles bestattet.

## Wirken
Obwohl Mary Carlisle nie zu der vordersten Riege der Hollywoodstars gehörte erlangte sie in den 1930er und 1940er Jahren durch ihre Hauptrollen in B-Movies einen größeren Bekanntheitsgrad in den Vereinigten Staaten. In großen Filmproduktionen mit Starbesetzung wie Menschen im Hotel war Carlisle zumeist jedoch nur in kleinen Rollen zu sehen.
Sie verkörperte in ihren Filmen oftmals die Rolle der unschuldigen Frau. Ihre Auftritte in größeren Filmproduktionen blieben meist unscheinbar. So merkte Der Spiegel nach dem Tod der Schauspielerin an, dass es ihre Aufgabe gewesen wäre, den großen Stars nicht die Schau zu stehlen.
Eine wachsende Popularität erlangte Carlisle in ihren letzten Lebensjahren bedingt durch ihr hohes Alter und der Tatsache, dass sie zu den letzten noch lebenden Schauspielerinnen der frühen Tonfilmära zählte. Zudem gehörte sie durch ihren Auftritt in Lang lebe der König zu den letzten überlebenden Stummfilmdarstellern.

## Filmografie
- 1923: Lang lebe der König (Long Live the King)
- 1930: The Girl Said No
- 1930: Montana Moon
- 1930: Children of Pleasure
- 1930: Madam Satan
- 1930: Passion Flower
- 1930: Remote Control
- 1930: The Devil’s Cabaret (Kurzfilm)
- 1931: Whippet Racing (Dokumentarfilm)
- 1931: The Great Lover
- 1932: This Reckless Age
- 1932: Hotel Continental
- 1932: Menschen im Hotel (Grand Hotel)
- 1932: Night Court
- 1932: Now’s the Time
- 1932: Ship A Hooey
- 1932: Down to Earth
- 1932: Liebesleid (Smilin’ Through)
- 1932: Her Mad Night
- 1933: Hollywood on Parade No. A-9 (Kurzfilm)
- 1933: Men Must Fight
- 1933: Ladies Must Love
- 1933: College Humor
- 1933: The Sweetheart of Sigma Chi
- 1933: East of Fifth Avenue
- 1933: Should Ladies Behave
- 1933: Saturday’s Millions
- 1934: Palooka
- 1934: This Side of Heaven
- 1934: Once to Every Woman
- 1934: Murder in the Private Car
- 1934: Handy Andy
- 1934: Million Dollar Ransom
- 1934: That’s Gratitude
- 1934: Kentucky Kernels
- 1934: Girl o’My Dreams
- 1935: Grand Old Girl
- 1935: The Great Hotel Murder
- 1935: One Frightened Night
- 1935: Champagne for Breakfast
- 1935: The Old Homestead
- 1935: It’s in the Air
- 1935: Super-Speed
- 1935: Kind Lady
- 1935: La Fiesta de Santa Barbara
- 1936: Love in Exile
- 1936: Lady Be Careful
- 1937: Hotel Haywire
- 1937: Doppelt oder Nichts (Double or Nothing)
- 1937: Hold ’Em Navy
- 1938: Screen Snapshots Series 17, No. 5 (Dokumentarfilm)
- 1938: Tip-Off Girls
- 1938: Hunted Men
- 1938: Touchdown, Army
- 1938: Illegal Traffic
- 1938: Doctor Rhythm
- 1938: Say It in French
- 1939: Fighting Thoroughbreds
- 1939: Call a Messenger
- 1939: Inside Information
- 1939: Hawaiian Nights
- 1939: Beware Spooks!
- 1939: Rovin’ Tumbleweeds
- 1940: Dance, Girl, Dance
- 1941: Rags to Riches
- 1942: Torpedo Boat
- 1942: Baby Face Morgan
- 1943: Dead Men Walk